# (72543) Simonemarchi
(72543) Simonemarchi – planetoida z pasa głównego asteroid okrążająca Słońce w ciągu 4 lat i 51 dni w średniej odległości 2,58 au. Została odkryta 26 lutego 2001 roku. Przed nadaniem nazwy planetoida nosiła oznaczenie tymczasowe (72543) 2001 DN106.